# Lukla
Lukla (nepali: लुक्ला/लुग्ळ्ह) är en stad i Khumbu Pasanglhamu kommun i Solukhumbudistriktet i första provinsen i nordöstra Nepal. Staden som är belägen på 2 860 m ö h är en populär första anhalt för besökare till Mount Everest och närliggande delar av Himalaya. Lukla betyder plats med många getter och får, men antalen har minskat med tiden.
I staden finns en mängd butiker och stugor för turister och vandrare, som erbjuder västerländska måltider och friluftsutrustning. Två dagars vandring från Lukla ligger byn Namche Bazaar, nästa anhalt för höghöjdsacklimatisering för bergsbestigarna. I augusti 2014 meddelade den nepalesiska staten planer på att öppna den första asfalterade vägen från Katmandu till Lukla.

## Flygplatsen

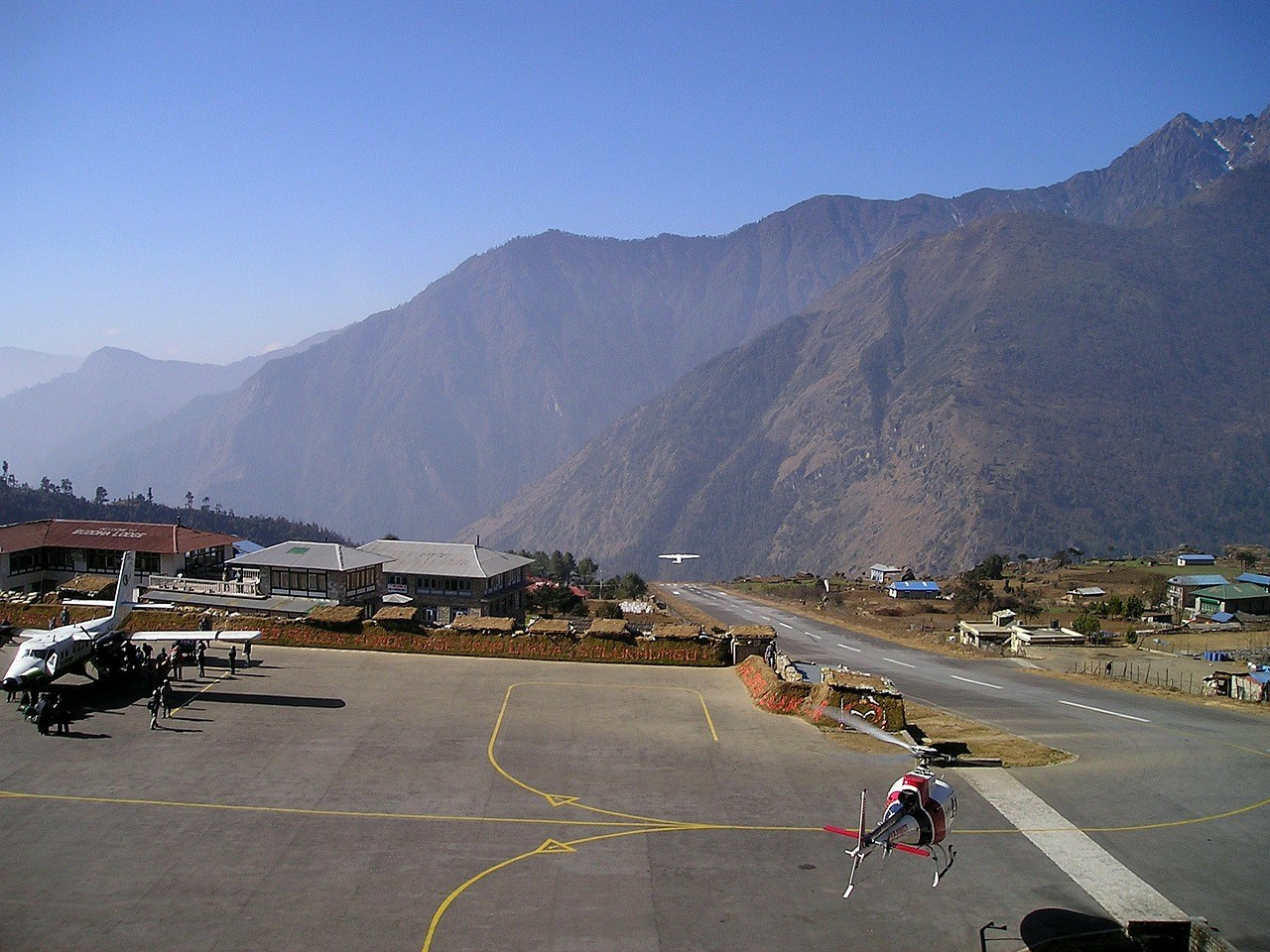
Luklaflygplatsen har bland världens farligaste landningsförhållanden

Tenzing-Hillaryflygplatsen erbjuder flygresor från Katmandu, vilket kortar restiden för bergsbestigare och andra turister. Om vädret tillåter avgår dagliga turer med Dornier 228:or och Twin Otters mellan Lukla och Katmandu. Flygplatsen har en mycket kort och brant landningsbana, vilket i tillsammans med nyckfulla väderförhållanden har resulterarat i ett flertal dödsolyckor. Förhållanden som har gjort att flygplatsen kallats "den farligaste flygplatsen i världen".

## Klimat
Lukla har subarktiskt klimat  med varma somrar och mycket kalla vintrar. Temperaturen varierar stort under dygnet och kan nå fryspunkten även under högsommaren.
|                                            | Jan   | Feb   | Mar   | Apr  | Maj  | Jun  | Jul   | Aug   | Sep  | Okt  | Nov   | Dec   |
| ------------------------------------------ | ----- | ----- | ----- | ---- | ---- | ---- | ----- | ----- | ---- | ---- | ----- | ----- |
| Normaldygnets maximitemperaturs medelvärde | 1     | 1,9   | 4,7   | 8,2  | 11,6 | 14,7 | 14,4  | 13,4  | 12,7 | 8,9  | 5,5   | 3,3   |
| Normaldygnets minimitemperaturs medelvärde | −18,2 | −16,3 | −12,1 | −7,4 | −3,4 | 1,6  | 3,9   | 3,5   | 0,8  | −6,5 | −12,5 | −16,3 |
|                                            |       |       |       |      |      |      |       |       |      |      |       |       |
| Nederbörd                                  | 10,8  | 18    | 21,6  | 28,3 | 34,4 | 96,1 | 153,8 | 144,7 | 80,7 | 37,4 | 6,2   | 13    |

| Diagram | temperaturer i °C • månadsnederbörd i mm • Källa: weatherbase.com | temperaturer i °C • månadsnederbörd i mm • Källa: weatherbase.com | temperaturer i °C • månadsnederbörd i mm • Källa: weatherbase.com | temperaturer i °C • månadsnederbörd i mm • Källa: weatherbase.com | temperaturer i °C • månadsnederbörd i mm • Källa: weatherbase.com | temperaturer i °C • månadsnederbörd i mm • Källa: weatherbase.com | temperaturer i °C • månadsnederbörd i mm • Källa: weatherbase.com | temperaturer i °C • månadsnederbörd i mm • Källa: weatherbase.com | temperaturer i °C • månadsnederbörd i mm • Källa: weatherbase.com | temperaturer i °C • månadsnederbörd i mm • Källa: weatherbase.com | temperaturer i °C • månadsnederbörd i mm • Källa: weatherbase.com | temperaturer i °C • månadsnederbörd i mm • Källa: weatherbase.com |
|         | 11 1 -18                                                          | 18 2 -16                                                          | 22 5 -12                                                          | 28 8 -7                                                           | 34 12 -3                                                          | 96 15 2                                                           | 154 14 4                                                          | 145 13 4                                                          | 81 13 1                                                           | 37 9 -7                                                           | 6 -13                                                             | 13 3 -16                                                          |